# Lav pivo

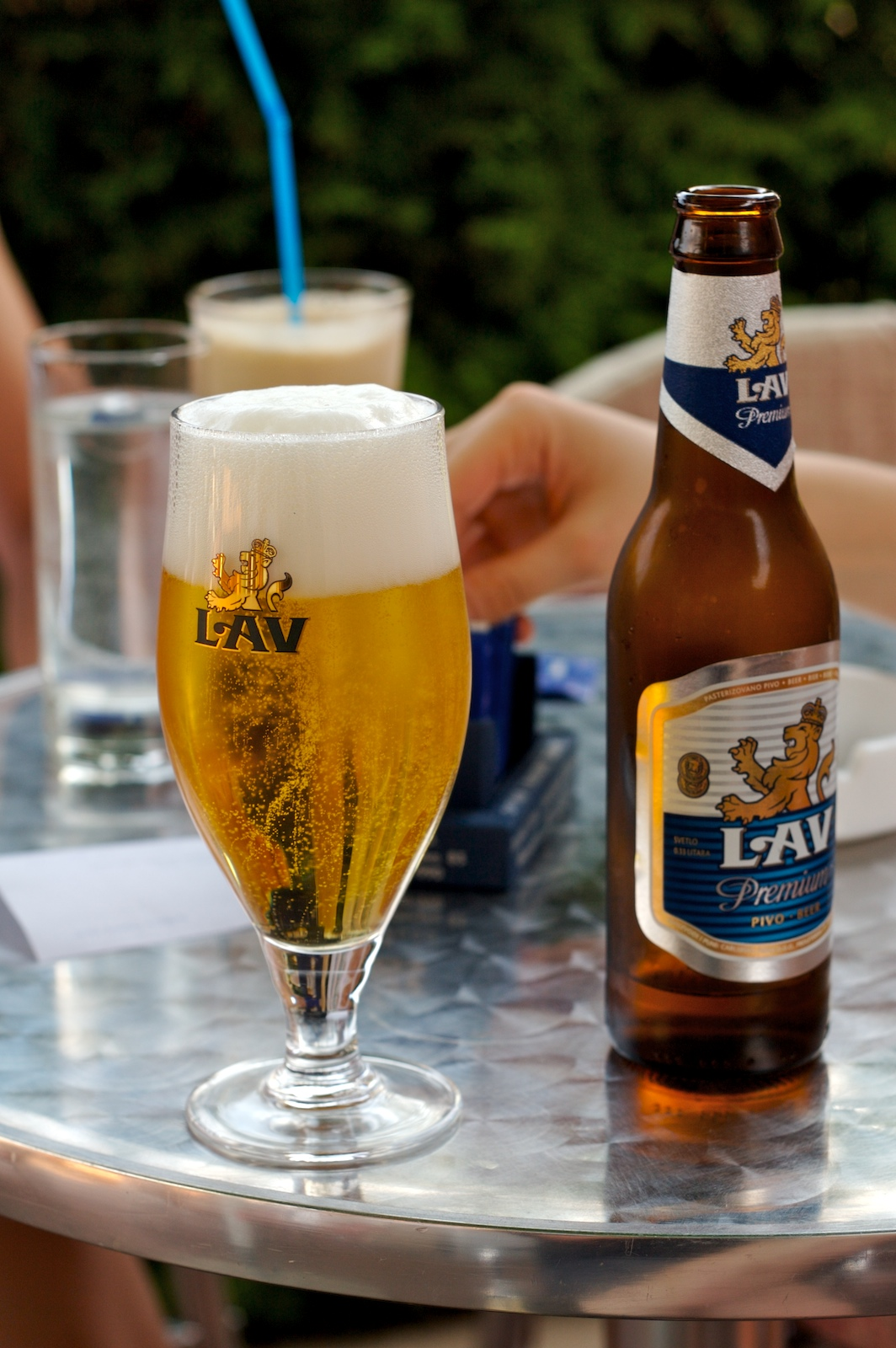
Lav pivo

Lav pivo är ett ölmärke som tillverkas i Čelarevo i Serbien, i ett bryggeri som tillhör Carlsberg.